# English Premier Ice Hockey League 2003/04
Die Saison 2003/04 war die 6. Austragung der English Premier Ice Hockey League.

## Modus und Teilnehmer
An der dritthöchsten britischen Liga nahmen ausschließlich englische Mannschaften teil. Es wurden zwei Runden mit Hin- und Rückspiel gespielt. Für einen Sieg – auch nach Verlängerung oder Penaltyschießen – wurden zwei Punkte vergeben, für eine Niederlage nach Verlängerung oder Penaltyschießen gab es einen Punkt.
Die Mannschaft aus Haringey wurde am 2. Dezember 2003 vom Spielbetrieb zurückgezogen. Ihre Ergebnisse wurden annulliert.
| Platz | Mannschaft              | Spiele | S  | U | N  | Tore    | Punkte |
| ----- | ----------------------- | ------ | -- | - | -- | ------- | ------ |
| 1     | Milton Keynes Lightning | 32     | 28 | 0 | 4  | 200: 60 | 56     |
| 2     | Peterborough Phantoms   | 32     | 25 | 2 | 5  | 175: 87 | 52     |
| 3     | Romford Raiders         | 32     | 21 | 2 | 9  | 198:131 | 44     |
| 4     | Chelmsford Chieftains   | 32     | 18 | 3 | 11 | 211:149 | 39     |
| 5     | Wightlink Raiders       | 32     | 16 | 3 | 13 | 137:114 | 35     |
| 6     | Swindon Wildcats        | 32     | 14 | 2 | 16 | 144:137 | 30     |
| 7     | Slough Jets             | 32     | 9  | 3 | 20 | 97:142  | 21     |
| 8     | Telford Raiders         | 32     | 4  | 1 | 27 | 112:194 | 9      |
| 9     | Solihull Barons         | 32     | 1  | 0 | 31 | 83:343  | 2      |

Legende: S–Siege, U–Unentschieden, N–Niederlage

## Play-offs
Die Spiele der ersten Play-off-Runde wurden in zwei Gruppen à vier Mannschaften durchgeführt. Die jeweils beiden Ersten qualifizierten sich für das Final-Four-Turnier.

### Gruppenphase
| Gruppe A                | Gruppe A | Gruppe A | Gruppe A | Gruppe A | Gruppe A | Gruppe A | Gruppe A |
|                         | Spiele   | S        | U        | N        | Tore     | Punkte   |          |
| ----------------------- | -------- | -------- | -------- | -------- | -------- | -------- | -------- |
| Milton Keynes Lightning | 6        | 5        | 1        | 0        | 32:10    | 11       |          |
| Wightlink Raiders       | 6        | 3        | 2        | 1        | 27:18    | 8        |          |
| Chelmsford Chieftains   | 6        | 1        | 1        | 4        | 27:42    | 3        |          |
| Telford Raiders         | 6        | 1        | 0        | 5        | 22:38    | 2        |          |

| Gruppe B              | Gruppe B | Gruppe B | Gruppe B | Gruppe B | Gruppe B | Gruppe B | Gruppe B |
|                       | Spiele   | S        | U        | N        | Tore     | Punkte   |          |
| --------------------- | -------- | -------- | -------- | -------- | -------- | -------- | -------- |
| Slough Jets           | 6        | 4        | 1        | 1        | 27:15    | 9        |          |
| Peterborough Phantoms | 6        | 3        | 2        | 1        | 28:15    | 8        |          |
| Swindon Wildcats      | 6        | 2        | 0        | 4        | 15:31    | 4        |          |
| Romford Raiders       | 6        | 1        | 1        | 4        | 18:27    | 3        |          |

### Final Four
Auch die Finalrunde wurde im Modus mit Hin- und Rückspielen durchgeführt.